# Теучезький район
Теуче́зький райо́н (рос. Теуче́жский райо́н; адиг. Теуцожь къедзыгъуэ) — район, розташований в Адигеї.
Адміністративний центр — аул Понежукай (раніше центром було місто Адигейськ).
Великі населені пункти: аул Габукай, аул Джиджихабль, аул Пчегатлукай, смт Тлюстенхабль, хутір Шевченко.
Населення району — 20 883 осіб (2012), площа — 0,71 тис. км², щільність населення — 27,7 осіб/км².

## Адміністративно-територіальний поділ
| Міське поселення   | Населені пункти |
| ------------------ | --- |
| Тлюстенхабльське   | - селище міського типу Тлюстенхабль - аул Тугургой                                                                        |
| Сільське поселення | |
| Ассоколайське      | - аул Ассоколай - село Красне                                                                                             |
| Вочепшийське       | - аул Вочепший - хутір Нововочепший                                                                                       |
| Габукайське        | - аул Габукай - хутір Петров - хутір Чабанов - хутір Шевченко                                                             |
| Джиджихабльське    | - аул Джиджихабль - хутір Городськой - аул Кунчукохабль - аул Тауйхабль                                                   |
| Понежукайське      | - аул Понежукай - селище Заря - хутір Колос - хутір Кочкін - аул Нечерезий - аул Нешукай - аул Пшикуйхабль - хутір Шундук |
| Пчегатлукайське    | - аул Пчегатлукай - хутір Казазов - хутір Кочкін - хутір Красненський - селище Четук                                      |

*Адміністративні центри виділені жирним шрифтом